# Gmina Dajç
Gmina Dajç (alb. Komuna Dajç) – gmina w Albanii, położona w północno-zachodniej części kraju. Administracyjnie należy do okręgu Szkodra w obwodzie Szkodra. W 2012 roku zamieszkiwało ją 8880 mieszkańców. W skład gminy wchodzi jedenaście wsi: Dajc, Samrisht i Ri, Samrisht, Belaj, Mali Gjymtit, Pentar, Rrushkull, Mushan, Suka-Dajc, Shirq, Darragja.